# Stylidium preissii
Stylidium preissii este o specie de plante dicotiledonate din genul Stylidium, familia Stylidiaceae, ordinul Asterales. A fost descrisă pentru prima dată de Sonder, și a primit numele actual de la Ferdinand von Mueller. Conform Catalogue of Life specia Stylidium preissii nu are subspecii cunoscute.